# Chaetonotus ichthydiodes
Chaetonotus ichthydiodes är en djurart som tillhör fylumet bukhårsdjur, och som beskrevs av Tongiorgi, Fregni och Francesco Balsamo 1999. Chaetonotus ichthydiodes ingår i släktet Chaetonotus och familjen Chaetonotidae. Inga underarter finns listade i Catalogue of Life.